# Live Phish Volume 1
Live Phish Vol. 1 es un álbum en directo de la banda de rock progresivo Estados Unidos Phish grabado en el Broome County Forum de Binghamton, Nueva York el 14 de diciembre de 1995.
El concierto incluye una versión jam session de "Halley's Comet", además de "Keyboard Army", una pieza colaborativa de los cuatro músicos al piano. 
El álbum llegó al puesto número 97 de la lista Billboard 200.

## Lista de canciones

### Disco 1
1. "Suzy Greenberg" (Anastasio, Pollak) - 7:22
2. "Llama" (Anastasio) - 5:52
3. "Horn" (Anastasio, Marshall) - 3:29
4. "Foam" (Anastasio) - 10:53
5. "Makisupa Policeman" (Anastasio, Marshall) - 6:43
6. "Split Open and Melt" (Anastasio) - 14:41
7. "Tela" (Anastasio) - 6:30
8. "Taste" (Anastasio, Fishman, Gordon, Marshall, McConnell) - 8:00
9. "My Sweet One" (Fishman) - 2:23
10. "Frankenstein" (Winter) - 5:02

### Disco 2
1. "The Curtain" (Anastasio, Daubert) - 7:18
2. "Tweezer" (Anastasio, Fishman, Gordon, McConnell) - 9:16
3. "Timber" (White) - 4:57
4. "Tweezer" (Anastasio, Fishman, Gordon, McConnell) - 9:47
5. "Keyboard Army" (Anastasio, Fishman, Gordon, McConnell) - 3:48
6. "Halley's Comet" (Wright) - 11:53
7. "NICU" (Anastasio, Marshall) - 9:10
8. "Slave to the Traffic Light" (Abrahams, Anastasio, Pollak) - 11:25
9. "Bold as Love" (Hendrix) - 6:16

## Personal
- Trey Anastasio - guitarra, voz
- Page McConnell - piano, órgano, voz
- Mike Gordon - bajo, voz
- Jon Fishman - batería, aspiradora , voz